# Otter Lake
Pour les articles homonymes, voir Otter Lake (New York) et Otter Lake (Michigan).
Otter Lake est une municipalité de village du Québec, située dans la municipalité régionale de comté de Pontiac et dans la région administrative de l'Outaouais.

## Géographie
Le village d'Otter Lake est entouré de plusieurs lacs : le lac Hughes à l'ouest, le lac de la Ferme à l'est, le lac McCuaig au sud et le lac à la Loutre au nord. Située sur le territoire de la municipalité, la mine de Yates a fourni de spectaculaires cristaux d'apatite.

## Histoire
En 1793, le canton d'Huddersfield fut créé. Son nom provient d'une région de West Yorkshire en Angleterre. En 1866, le canton de Leslie fut incorporé, nommé en l'honneur de James Leslie (1786–1873), un sénateur canadien.
L'an 1866 marqua aussi l'ouverture du bureau de poste d'Otter Lake et le village qui se forma autour du bureau de poste prit aussi le même nom. Le fondateur de la ville de Hull et pionnier de l'industrie du bois dans la région de l'Outaouais, Philemon Wright, opérait un entrepôt de bois dans le village. L'industrie du bois a joué et joue toujours un grand rôle dans l'économie d'Otter Lake.
En 1877, il y a eu une fusion et la municipalité des Cantons-Unis de Leslie-Clapham-et-Huddersfield fut créée. Même si le canton de Clapham ne fut pas incorporé avant 1920, il avait déjà été prévu dans la seconde partie du XIXe siècle. Le canton a été nommé en l'honneur d'un village au nord de Bedford, en Angleterre. La fusion des cantons permettait d'obtenir le statut de municipalité, ce qui était plus avantageux.
En 2004, la municipalité des cantons unis de Leslie-Clapham-et-Huddersfield devenait la municipalité d'Otter Lake.

## Démographie
| 1991 | 1996  | 2001 | 2006 | 2011  | 2016 | 2021  |
| ---- | ----- | ---- | ---- | ----- | ---- | ----- |
| 923  | 1 002 | 877  | 972  | 1 109 | 932  | 1 041 |

## Administration
Les élections municipales se font en bloc pour le maire et les six conseillers.
| Otter Lake Maires depuis 2001                                                                                        |                        |         |          |
| Élection | Maire                  | Qualité | Résultat |
| 2001 | Terry G. Richard       |         | Voir     |
| 2005 | Terry G. Richard       | Voir    |          |
| 2009 | Graham Hawley          |         | Voir     |
| 2013 | Graham Hawley          | Voir    |          |
| n/d | Kim Cartier-Villeneuve |         | Voir     |
| 2017 | Kim Cartier-Villeneuve | Voir    |          |
| 2021 | Terry Lafleur          |         | Voir     |
| Élection partielle en italique Depuis 2005, les élections sont simultanées dans toutes les municipalités québécoises |                        |         |          |